# Stortjärnen (Vilhelmina socken, Lappland, 723341-150147)
Stortjärnen är en sjö i Vilhelmina kommun i Lappland och ingår i Ångermanälvens huvudavrinningsområde. Sjön har en area på 0,151 kvadratkilometer och ligger 540,5 meter över havet.

## Delavrinningsområde
Stortjärnen ingår i det delavrinningsområde (723286-150143) som SMHI kallar för Utloppet av Stortjärnen. Medelhöjden är 552 meter över havet och ytan är 1,01 kvadratkilometer. Det finns inga avrinningsområden uppströms utan avrinningsområdet är högsta punkten. Vattendraget som avvattnar avrinningsområdet har biflödesordning 3, vilket innebär att vattnet flödar genom totalt 3 vattendrag innan det når havet efter 401 kilometer. Avrinningsområdet består mestadels av skog (86 procent). Avrinningsområdet har 0,15 kvadratkilometer vattenytor vilket ger det en sjöprocent på 14,7 procent.